# Souhane
Souhane là một đô thị thuộc tỉnh Blida, Algérie. Dân số thời điểm năm 2002 là 101 người.